# Prado de San Sebastián

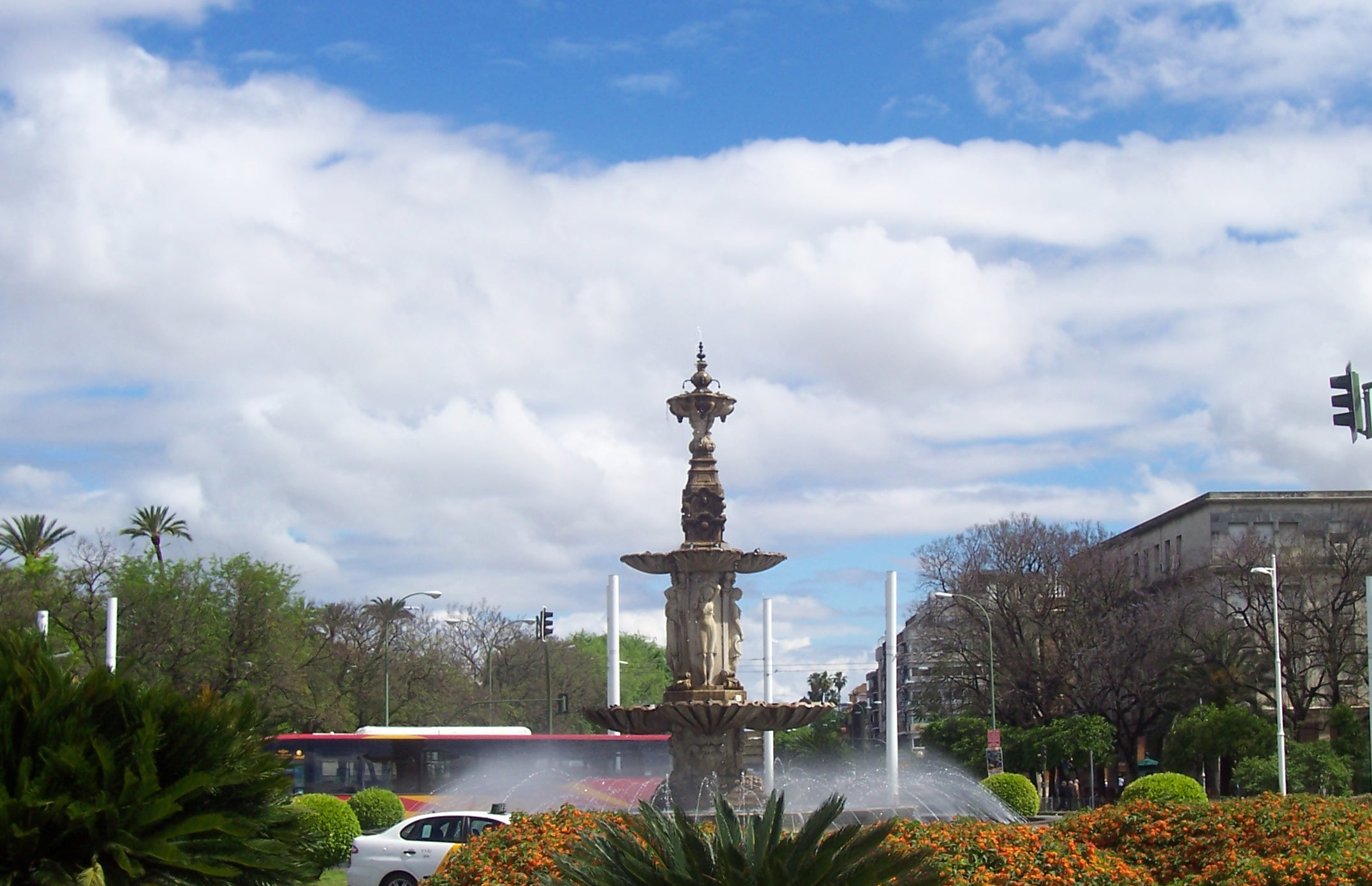
Fuente de las Cuatro Estaciones

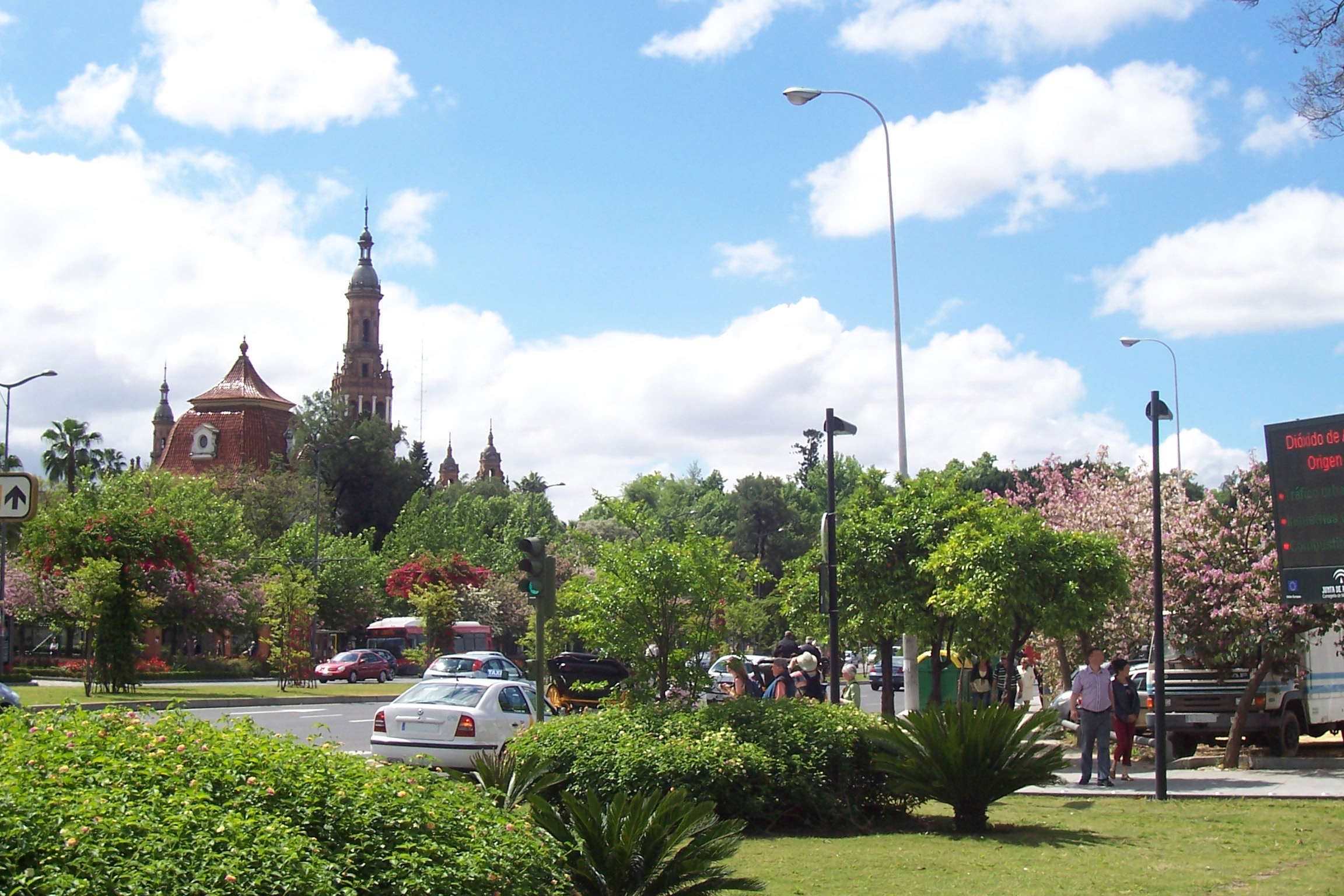
Avenida del Cid

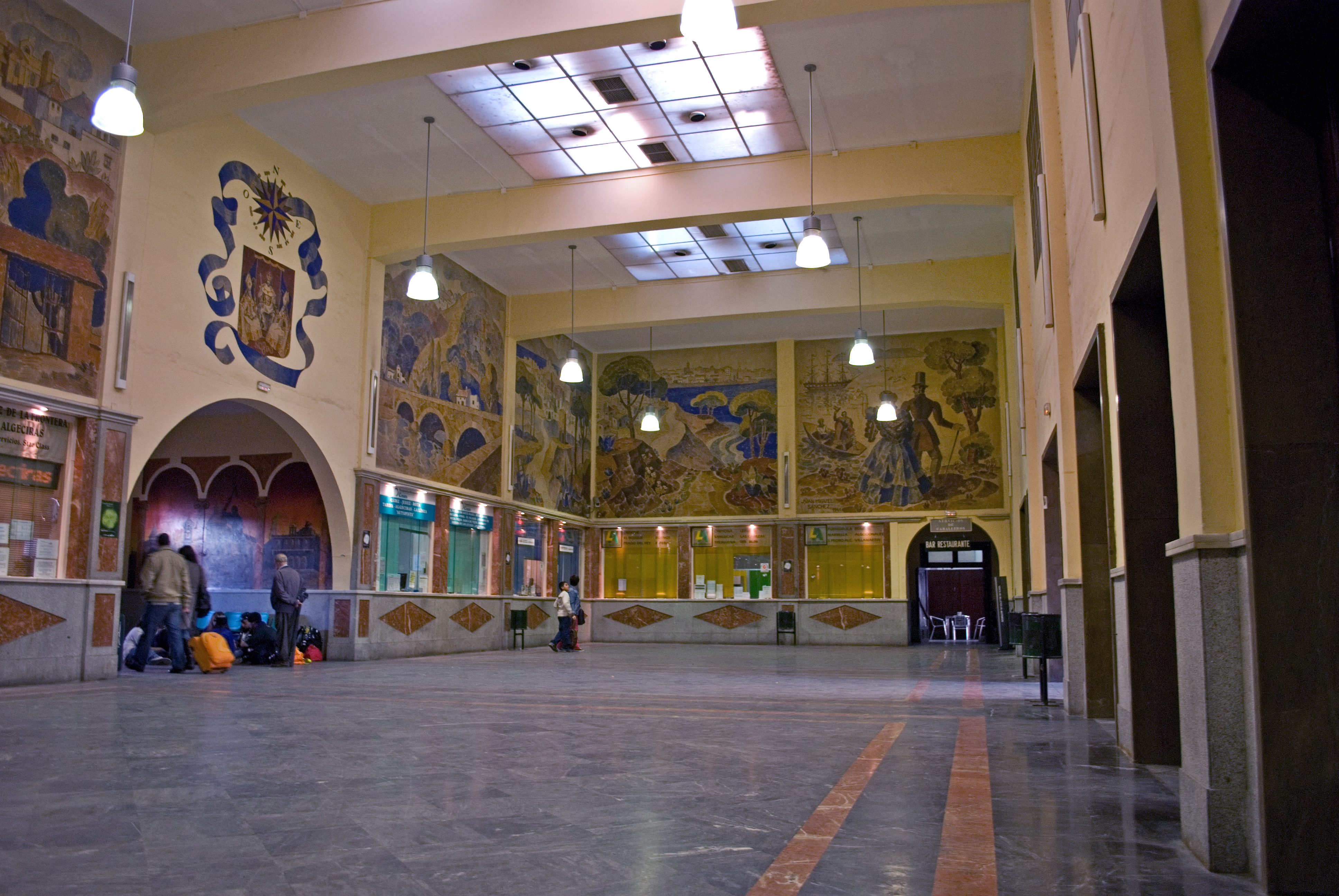
Vestíbulo de la estación de autobuses, construida en 1944, obra de Rodrigo Medina Benjumea

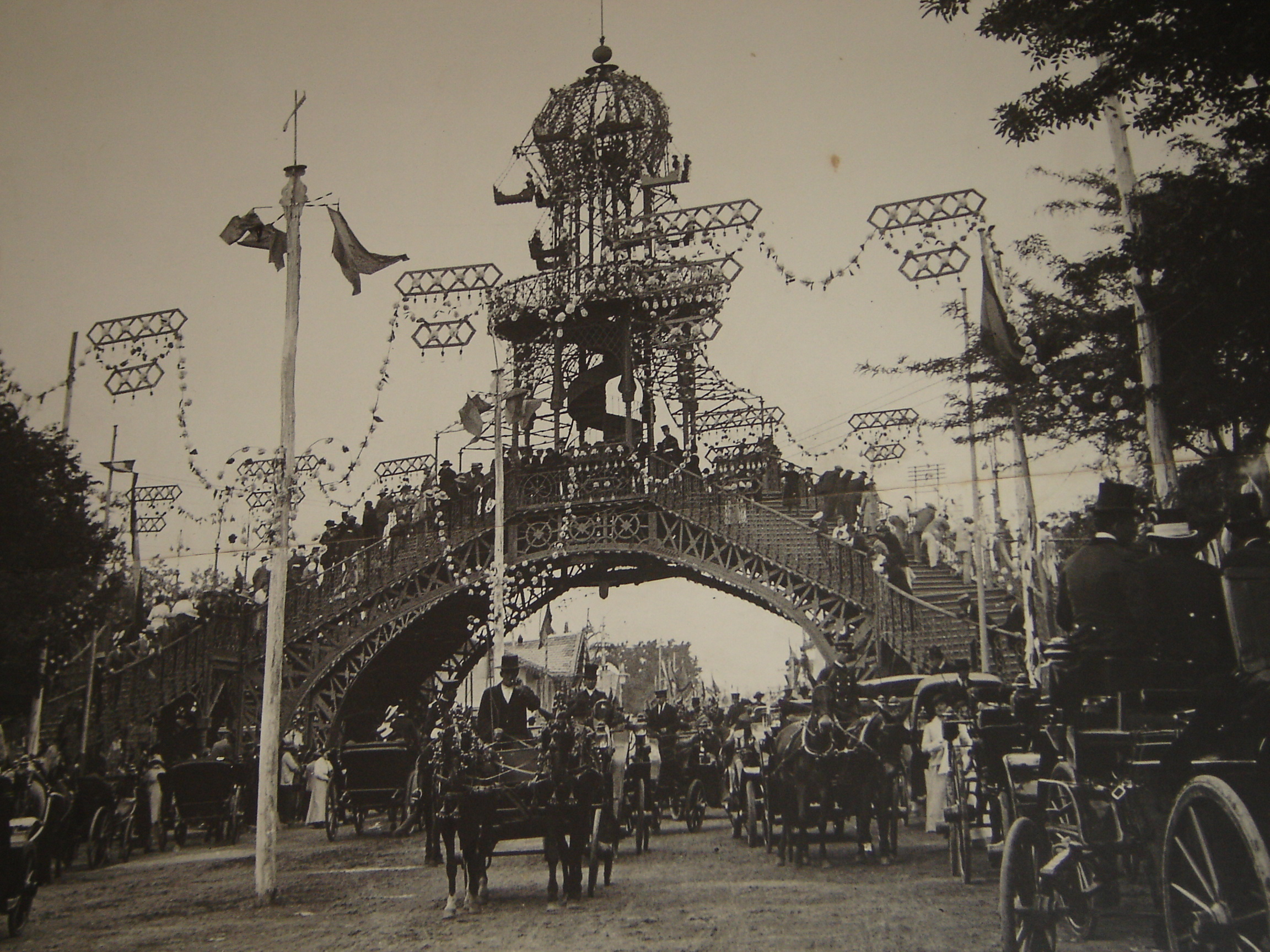
La Pasarela, estructura de hierro construida en 1896, que servía como paso peatonal elevado sobre el paseo principal de la Feria de Abril

El prado de San Sebastián es un amplio espacio, ubicado en la ciudad de Sevilla, entre las avenidas del Cid, de Carlos V, la calle Diego de Riaño y la avenida de Portugal y también colindante con la Plaza de España y la sede central de la Universidad de Sevilla.

## Historia
En sus inmediaciones se situaba un puente sobre el arroyo Tagarete, que comunicaba el prado con la zona más próxima a la actual Universidad.
Se utilizó como quemadero de la Inquisición, y en él murió la última quemada en la hoguera, la llamada beata Dolores, en 1781.
En la zona se ubicó la feria de abril de Sevilla, desde su creación en 1847 hasta el año 1973 en que fue traslada al nuevo recinto de Los Remedios, puesto que el espacio del prado de San Sebastián se había quedado pequeño. En 1863, al entubarse el arroyo, se derribó este puente. En 1896 se ubicó en la zona la Pasarela, una estructura de hierro, que servía de paso elevado sobre el prado: tenía cuatro escaleras de acceso y un quiosco central en la confluencia de las mismas. Se desmontó en 1921 con motivo del ensanche de la calle San Fernando.
En 2008 se estuvo construyendo en los terrenos de este parque el edificio sede de la Biblioteca central de la Universidad de Sevilla, proyecto ejecutado por la arquitecta iraquí Zaha Hadid. Sin embargo, las obras fueron paralizadas y tanto el Tribunal Superior de Justicia de Andalucía como el Tribunal Supremo ordenaron su derribo y la restitución del entorno a su estado anterior, por estar construida sobre una zona verde, que son una parte de los jardines del prado de San Sebastián. El derribo comenzó en agosto de 2012.

## Conexiones
En la zona se encuentra una de las dos estaciones de autobuses que tiene la ciudad, donde recalan los autobuses procedentes de las provincias del este de Andalucía y Murcia. Hasta 2010 también lo hacían los que provenían de poblaciones importantes del sur y de otras provincias españolas. Es un núcleo importante de transporte urbano e interurbano, aunque algunas compañías de transporte interurbano (como Alsina) a partir de 2010 comenzaron a trasladar a la estación de plaza de Armas muchos de sus servicios, debido a su cierre y traslado a la zona de Santa Justa. También se encuentran situados en la zona varias líneas de autobuses urbanos. Concretamente son las líneas: 5, 22, 25, 26, 28, 29, 34, 37, C1, C2. El prado es vía de paso de la única línea de tranvía que cruza el centro y comunica la Plaza Nueva de la ciudad con San Bernardo .

### Servicios de Metro
| << cabecera  | < estación          | LÍNEA | LÍNEA | LÍNEA | estación >      | cabecera >>      |
| Ciudad Expo  | Puerta Jerez        |       |       |       | San Bernardo    | Olivar de Quinto |
| En proyecto: |                     |       |       |       |                 |                  |
| Pino Montano | Jardines de Murillo |       |       |       | Plaza de España | Bermejales       |

### Autobuses y tranvías urbanos (TUSSAM)
| << cabecera | < parada     | LÍNEA | LÍNEA | LÍNEA | parada >     | cabecera >>  |              |
| ----------- | ------------ | ----- | ----- | ----- | ------------ | ------------ | ------------ |
| Plaza Nueva | Puerta Jerez |       | T1    |       | San Bernardo | San Bernardo | Eduardo Dato |

01
0521 22 25 26 28 29 30 31 34 37 38
38A
C1 C2 C3 C4 EA
LE LN A1 A2 A3 A4 A5 A6 A7 A8 N29

### Autobuses metropolitanos
| LÍNEA  | Trayecto                         | Zona |
| ------ | -------------------------------- | ---- |
| M-121  | Alcalá de Guadaira               | C    |
| M-122  | Alcalá de Guadaira               | C    |
| M-131  | Dos Hermanas                     | C    |
| M-132  | Dos Hermanas (Barriada)          | C    |
| M-132B | Dos Hermanas (Polígono la Isla)  | C    |
| M-133  | Dos Hermanas (Olivar de Quintos) | C    |
| M-134  | Los Palacios                     | E    |
| M-221  | Utrera                           | -    |

- Aparcamiento para bicicletas y carril bici.
- Las líneas M-121 y M-122 tienen salida desde el interior de la estación de autobuses del prado de San Sebastián en horas concretas. Lo normal en estas líneas es que inicien y finalicen su recorrido en el intercambiador de San Bernardo.
- Las líneas M-131, M-132, M-132B, M-133 y M-134 tienen su salida al otro lado del parque del prado de San Sebastián, ubicados en la avenida de Portugal.